# Ischyrocerus gurjanovae
Ischyrocerus gurjanovae är en kräftdjursart som beskrevs av Kudrjaschov 1975. Ischyrocerus gurjanovae ingår i släktet Ischyrocerus och familjen Ischyroceridae. Inga underarter finns listade i Catalogue of Life.